# Ehsaas: The Feeling
Ehsaas: The Feeling (inne tytuły: angielski  "Ehsaas: A Feeling" i niemieckie – "Ehsaas: Zeit für Gefühle...","Ehsaas, Zeit für Gefühle") to dramat rodzinny wyreżyserowany w 2001 roku przez Mahesh Manjrekara, twórcę Pitaah czy Viruddh... Family Comes First. Tematem filmu jest dramatyczna relacja ojca i syna, historia ich nierozumienia się, nadmiernych wymagań ojca, jego nieradzenia sobie po śmierci matki chłopca, jego żalu i wrogości. Historia ta zmierza jednak ku wyrażeniu łączącej ich miłości. Główne role grają Sunil Shetty i Mayank Tandon.

## Obsada
- Anand Raj Anand – gościnnie
- Sunidhi Chauhan – gościnnie
- Kirron Kher – matka Antry
- Mahesh Manjrekar – Michael
- Neha – Antra Pandit
- Sunil Shetty – Ravi Naik
- Mayank Tandon – Rohan Naik